# ميهيلا آني سينوسيكو
ميهيلا آني سينوسيكو (بالرومانية: Mihaela Ani-Senocico)‏ مواليد 14 ديسمبر 1981 في رومانيا، هي لاعبة كرة يد رومانية. شاركت في دورة الألعاب الأولمبية الصيفية سنة 2008.

## روابط خارجية
- ميهيلا آني سينوسيكو على موقع الاتحاد الأوروبي لكرة اليد (الإنجليزية)
- ميهيلا آني سينوسيكو على موقع أوليمبيديا (الإنجليزية)
- ميهيلا آني سينوسيكو على موقع اللجنة الأولمبية الرومانية (الرومانية)